# Aguilón
Aguilón é um município da Espanha na província de Saragoça, comunidade autónoma de Aragão. Tem 59,44 km² de área e em 2021 tinha 234 habitantes (densidade: 3,9 hab./km²).

## Demografia
| Variação demográfica do município entre 1991 e 2004 | Variação demográfica do município entre 1991 e 2004 | Variação demográfica do município entre 1991 e 2004 | Variação demográfica do município entre 1991 e 2004 |
| --------------------------------------------------- | --------------------------------------------------- | --------------------------------------------------- | --------------------------------------------------- |
| 1991                                                | 1996                                                | 2001                                                | 2004                                                |
| 263                                                 | 287                                                 | 290                                                 |                                                     |